# Fábrica do Miranda
A Fábrica do Miranda, igualmente conhecido como Fábrica Miranda ou Fábrica de Moagem Miranda, é um edifício histórico na vila da Odemira, na região do Alentejo, em Portugal. É considerado como um dos principais monumentos de Odemira, simbolizando a antiga dinâmica industrial da vila.

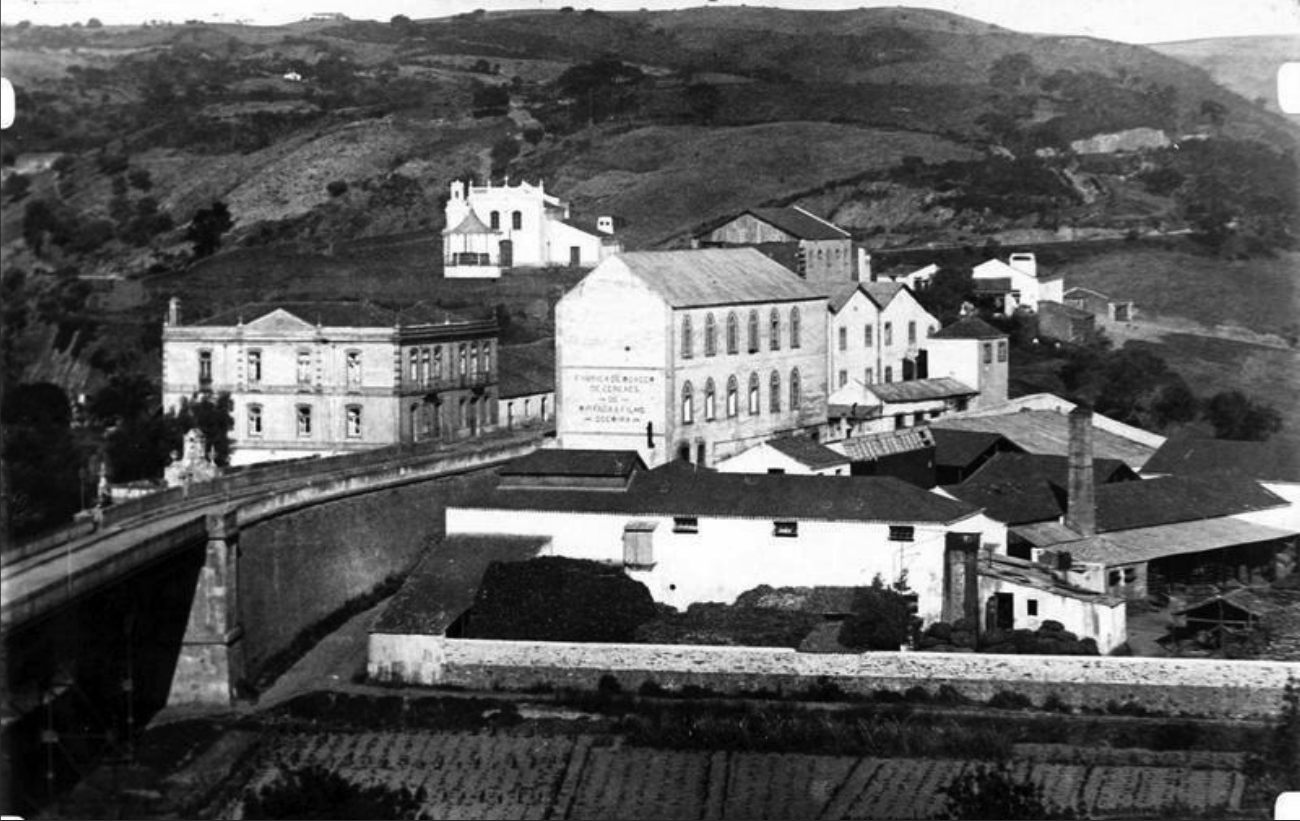
Fotografia da Fábrica do Miranda em 1898, ano da sua inauguração.

## Descrição
O imóvel situa-se na margem ocidental do Rio Mira, nas imediações da ponte rodoviária. Consistia numa grande unidade industrial, destinada principalmente à moagem de trigo e ao descasque do arroz. Está integrado na área protegida do Parque Natural do Sudoeste Alentejano e Costa Vicentina.

## História
A fábrica foi fundada em 1898, pelo industrial lisboeta Manuel António de Miranda, que também esteve envolvido na construção da ponte rodoviária, nos finais do século XIX. É a mais antiga estrutura industrial deste tipo no concelho, e a de dimensões mais consideráveis. A instalação desta unidade afirmou a indústria da moagem como a segunda maior função económica no concelho nos principios do século XX, sendo superada apenas pela corticeira. A isto se devia a abundante produção de cereais no concelho de Odemira, principalmente de trigo. Com efeito, nessa época existiam 93 moinhos de água e 74 movidos a vento no concelho, que no entanto já não eram capazes de satifazer as necessidades. Porém, apesar da abundância das matérias-primas e das lenhas utilizadas como combustível, as operações de moagem foram prejudicadas pelas más condições das vias rodoviárias e os preços dos transportes.
Na década de 1920, o complexo foi alvo de obras, que provavelmente consistiram na ampliação e instalação de equipmentos para o descasque de arroz. Com efeito, nas edições de 1935, 1943 e 1951 do Anuário Comercial de Portugal surge como uma unidade para o descasque deste cereal. A fábrica encerrou na década de 1970, após ter passado por um longo período em crise.
Em Abril de 2012, a Câmara Municipal de Odemira promoveu um curso sobre apicultura nas antigas instalações da fábrica. Em Abril de 2014, foi organizada uma tertúlia no edifício, durante a qual se explicou a história da antiga fábrica, a importância que teve na vila durante o seu funcionamento, e a laboração das unidades industrais de moagem no concelho. Este evento contou com a participação de vários antigos trabalhadores da fábrica e do historiador António Martins Quaresma, e foi organizado no âmbito do Dia Internacional dos Monumentos e Sítios e das comemorações da Revolução de 25 de Abril de 1974 em Odemira.
Em Julho de 2019, a Câmara Municipal apresentou o Plano Estratégico e Operacional de Valorização para o Rio Mira, durante a Feira das Atividades Culturais e Económicas do Concelho de Odemira, tendo sido previsto um pacote de intervenções no património natural e histórico daquele curso de água, incluindo a reconversão da antiga Fábrica do Miranda num centro interpretativo do rio. O edifício seria igualmente o ponto final de um percurso temático ligado ao rio. Este plano também contemplava a reabilitação urbana da vila de Odemira, da qual a intervenção na antiga Fábrica do Miranda era considerada como o principal elemento.
Em Julho de 2021, já estava em fase de contrato a empreitada para reconstruir a cobertura do edifício, que nessa altura era utilizado como sede de vários serviços municipais.

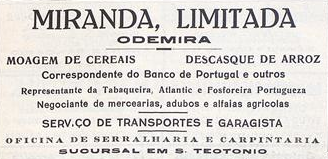
Publicidade de 1931 da empresa Miranda, Lda., fazendo referência à moagem.

## Leitura recomendada
- QUARESMA, António Martins (2017). Moagem industrial em Odemira: A Firma Miranda, Lda. Odemira: Câmara Municipal de Odemira. 131 páginas. ISBN 978-989-8263-12-4
- QUARESMA, António Martins (1989). Odemira - Subsídios para uma Monografia. Volume II. Odemira: Câmara Municipal de Odemira